# 成實外教育
成實外教育有限公司，簡稱成實外教育（英語：Virscend Education Company Limited，港交所：1565），在2000年，由主席王小英和其配偶嚴玉德，於總部四川成都成立「成都外國語學校」，其業務在中國內地經營民办教育服务。
股份在2016年1月15日於港交所主板上市。全球招股定價為2.92港元，發行新股為7.5億股，集資額為18.35億港元。用作國內外合辦新學校，及購買土地使用權或收購現有學校。
旗下学校有成都外國語學校、成都实验外國語學校、成都实验外國語學校（西区）等。

## 連結
- virscendeducation.coM （页面存档备份，存于）